# Вайсе, Кристиан
Кристиан Матиасен Вайсе (дат. Christian Mathiasen Wejse; род. 4 декабря 1998, Эсбьерг, Рибе) — датский хоккеист, нападающий.

## Биография
Воспитанник клуба «Эсбьерг». Долгое время выступал в родном чемпионате (за исключением поездки на один сезон в Канаду). Был капитаном молодежной сборной Дании. В 2021 году перешел в клуб Немецкой хоккейной лиги «Фиштаун Пингвинз».
В 2022 году в составе сборной Дании дебютировал Чемпионате мира, войдя в состав национальной команды на турнир в Финляндии.

## Достижения
- Чемпион Дании: 2015/16